# Chang Myon
Chang Myon (28. kolovoza 1899. – 4. lipnja 1966.) južnokorejski je  nastavnik i političar, 4. zamjenik predsjednika Južne Koreje (1956. – 1960.), drugi predsjednik vlade (1950. – 1952.), sedmi predsjednik vlade (1960. – 1961.), a nadimak mu je bio Unsuk.

## Vanjske poveznice
- Chang Myon memorijalni muzej (korejski)
- Chang Myon (korejski)
- 장면 박사 건국훈장 1등급 추서 가톨릭뉴스 1999.08.15. (korejski)
- “(제2공화국과 張勉)(26)장면의 정치역정·생애(下)”, 《서울신문》, 1999.06.01 (korejski)